# Арман Дезіре де Він'єро дю Плессі-Рішельє
Арман Дезіре де Він'єро дю Плессі-Рішельє (фр. Armand-Désiré de Vignerot du Plessis-Richelieu; 31 жовтня 1761 — 4 травня 1800) — політичний діяч часів Французького королівства і Французької революції, останній герцог Егійон.

## Життєпис
Походив зі французького шляхетського роду, молодшої гілки дю Плессі-Рішельє. Син Еманюель-Армана де Він'єро дю Плессі-Рішельє, герцога Егійона, та Луїзи-Феліції де Бреан. Народився 1761 року у Парижі. Здобув гарну освіту.
1785 року оженився на представниці знатного роду де Навай. Водночас отримав титул графа Аженуа. Невдовзі записався до війська. 1787 року очолив роту легкої кінноти. 1788 року після смерті батька успадкував титул герцога Егійона й перство. Невдовзі очолив полк Королівської Польської кінноти.
1789 року обирається від шляхти сенешальства Ажен до Генеральних штатів. Невдовзі став одним з лідерів Бретонського клубу, виступаючи за скасування феодальних привілеїв. 4 серпня виступив за те, щоб всі поміщицькі і ленні права викупити за оцінкою з 3,5 %, а панщину та інші особисті повинності скасувати без викупу.
Згодом підтримав створення Установчих зборів. 1790 року став їх секретарем. Вступав проти втручання Франції у війні проти Великої Британії на боці Іспанії. Також виступав за надання прав Установчим зборам вирішувати питання війни та миру замість короля. В червні 1790 року виступив за скасування шляхетських титулів.
1791 року повертається до армії, де очолив полк кінних єгерів. Невдовзі став полковником Сьомого кінно-єгерського полку. Переведено до Рейнської армії у званні табірного маршала. У травні 1792 року зайняв ущелини Поррантрюї в Юрі. Отримав звання бригадного генерала. Виступив з засудження повстання 10 серпня в Парижі, коли було захоплено палац Тюїльрі та арешт короля. За це звинувачений у змові проти Республіки. Мусив тікати у вересні 1792 року, у жовтні того ж року оселився в Гамбурзі.
1800 року перший консул Наполеон Бонапарт наказав викреслити його зі списків небезпечних емігрантів та дозволив повернутися до країни. Проте Арман Дезіре помер в тому ж році, не встигши виїхати з Гамбурга.

## Родина
Дружина — Жанна-Генрієтта де Навай-Мірепо, віконтеса Сан-Мартин.
Дітей не було.